# Leptocoelotes edentulus
Leptocoelotes edentulus är en spindelart som först beskrevs av Wang och Ono 1998.  Leptocoelotes edentulus ingår i släktet Leptocoelotes och familjen mörkerspindlar.
Artens utbredningsområde är Taiwan. Inga underarter finns listade i Catalogue of Life.